# Народна Армія В'єтнаму
Народна Армія В'єтнаму (в'єт. Quân Đội Nhân Dân Việt Nam) — офіційна назва збройних сил Соціалістичної Республіки В'єтнам.

## Історія

### Створення перших загонів регулярних сил
Датою створення В'єтнамської народної армії вважається 22 грудня 1944 року. Того дня було створено перший загін регулярних сил, яким командував Во Нгуен Зіап. На момент формування, загін налічував 34 бійці, на озброєнні яких були 1 ручний кулемет, 17 гвинтівок, 2 пістолети й 14 трутових рушниць. 24 та 25 грудня 1944 року загін здійснив перші бойові операції: були атаковані й захоплені два пости французьких колоніальних військ — пост у Нангані (провінція Каобанг) та пост у Файкхат (провінція Баккан).
Згодом Во Нгуен Зіап став першим головнокомандувачем ВНА.
У квітні 1945 року чисельність загонів В'єтміню сягнула 1 тисячі бійців, у той час було створено головне військове командування та відкрито перші школи для підготовки командних кадрів.
У травні 1945 року загони регулярних сил отримали найменування «Армія визволення В'єтнаму»

### Війна за незалежність (1944—1954)
Під час Індокитайської війни збройні сили Демократичної Республіки В'єтнам були цілковито переозброєні завдяки підтримці Китаю та здобули значний бойовий досвід.
7 січня 1947 року було сформовано 102-й піхотний полк — перший полк регулярних сил, що мав армійську структуру.
4 листопада 1949 року в'єтнамські збройні сили (раніше мали назву Армія захисту Батьківщини) отримали нову назву — В'єтнамська Народна армія. Було встановлено призовний принцип комплектування армії.
До закінчення 1949 року сили В'єтміню налічували близько 40 тисяч бійців (у тому числі дві піхотні дивізії та кілька окремих полків регулярних сил, організованих за армійським зразком).
Після завершення війни з Францією 1954 року ВНА продовжила розвиватись.
- 7 травня 1955 року було створено військово-морські сили;
- 18 листопада 1958 року було створено прикордонні війська;
- 1959 року було сформовано першу танкову частину — 202-й танковий полк, укомплектований танками Т-34-85
- 1963 року було створено військово-повітряні сили.

### В'єтнамська народна армія у В'єтнамській війні

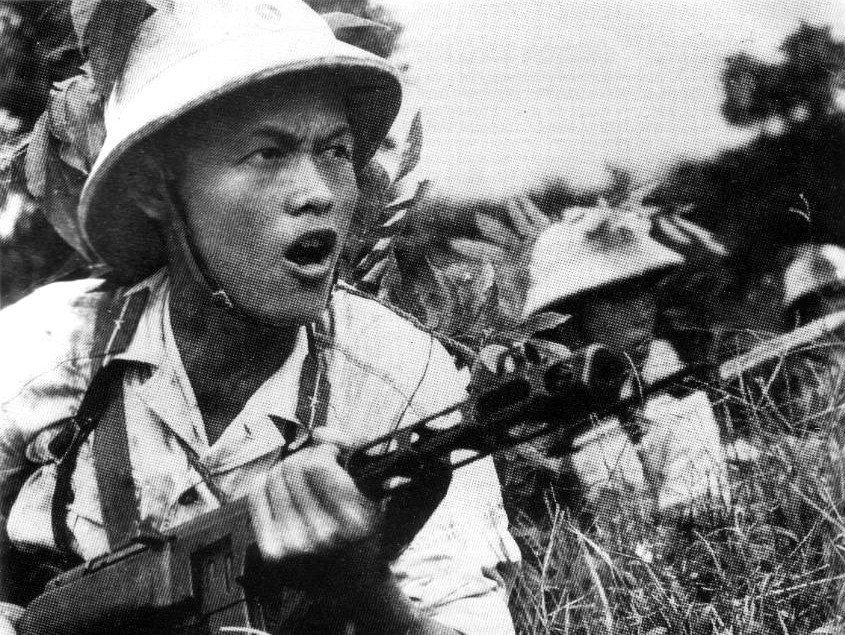
Солдат ВНА часів В'єтнамської війни

Серйозним випробуванням для армії стала В'єтнамська війна, під час якої підрозділи ВНА брали участь у повномасштабних бойових діях на території Південного В'єтнаму, Лаосу й Камбоджі, а також забезпечували протиповітряну оборону Північного В'єтнаму. В американських джерелах, присвячених цьому періоду, вона згадується як PAVN (People's Army of Viet Nam, Народна армія В'єтнаму) або NVA (North Vietnam's Army, північнов'єтнамська армія). 1975 року війна завершилась взяттям Сайгона.
Після перемоги, на озброєння В'єтнамської Народної армії надійшли озброєння та військова техніка американського виробництва, які раніше перебували на озброєнні південнов'єтнамської армії.
У другій половині 1970-их років ВНА відбивала прикордонні вилазки камбоджійських «червоних кхмерів», з 1979 до 1989 року окупувала Камбоджу, а також розміщувалась на території Лаосу. 1979 року брала участь у відбитті агресії Китаю.

## Сучасний стан

### Структура
Всі підрозділи ВНА належать до однієї з трьох груп: Основні сили (Chủ lực), Місцеві сили (Địa phương), сили народної оборони (Dân quân-Tự vệ). Кожна з цих груп має свій резерв.
У складі ВНА є такі види військ:
- Сухопутні сили
- Сили прикордонної охорони (Biên phòng Việt Nam)
- Військово-морські сили В'єтнаму (Hải quân nhân dân Việt Nam)

- морська піхота
- сили берегової охорони (Cảnh sát biển Việt Nam)

- Військово-повітряні сили й ППО

Підрозділи ВНА часто залучаються до сільськогосподарських робіт і ліквідації наслідків стихійних лих.

### Техніка та озброєння

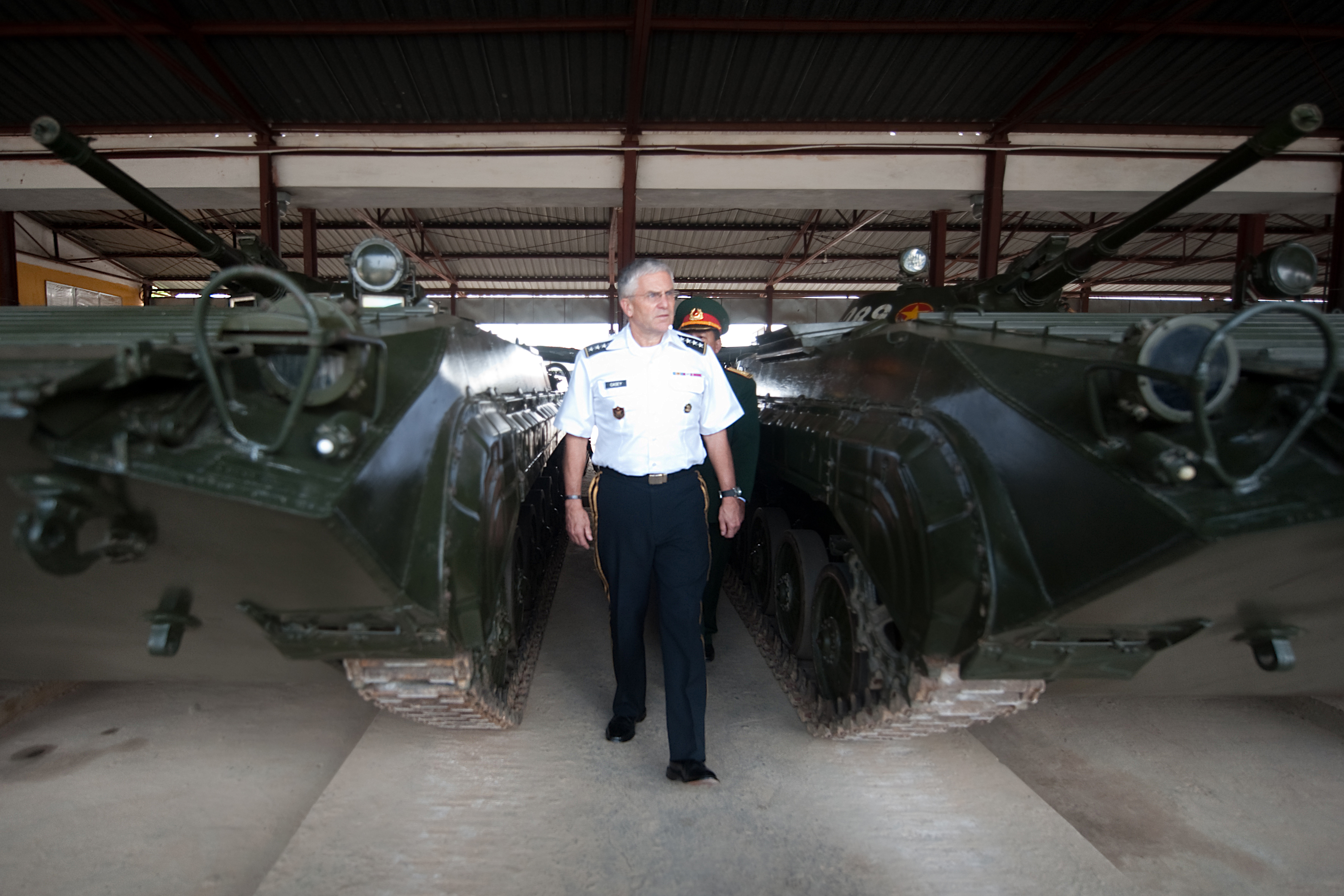
В'єтнамські БМП

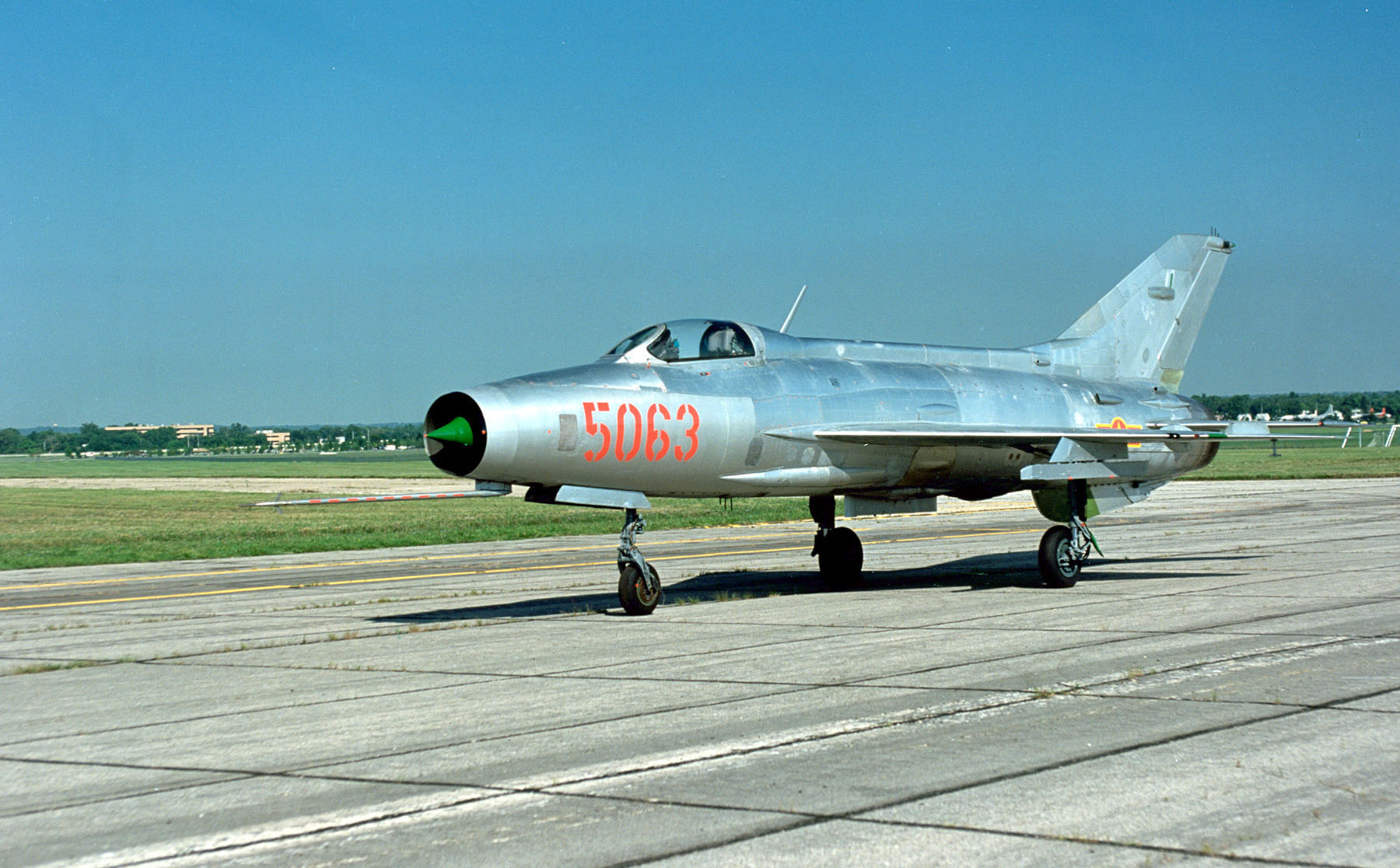
МіГ-21 ВПС В'єтнаму

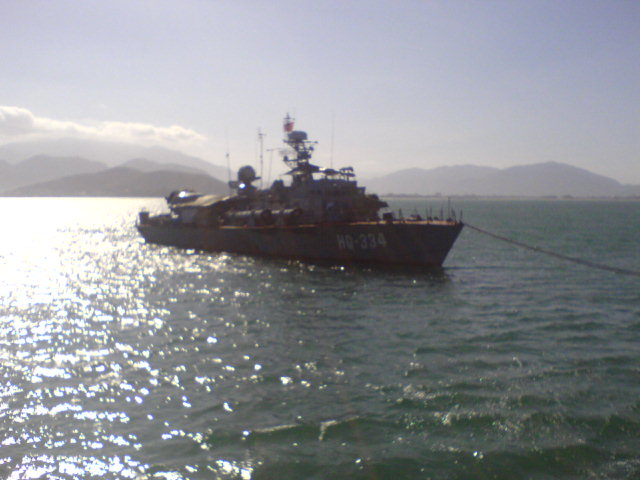
Торпедний катер проекту 206-ME ВМС В'єтнаму

Нині В'єтнамська народна армія має, в основному, зброю радянського та китайського виробництва. Питома доля радянського озброєння зросла наприкінці 1970-их років у зв'язку з охолодженням в'єтнамсько-китайських відносин.
Відповідно до даних IISS The Military Balance, станом на 2010 рік, В'єтнамська народна армія мала у своєму розпорядженні таку техніку:
| Т-34                                               | СРСР   | середній танк                          | 45   |                                        |
| Т-54/Т-55                                          | СРСР   | середній танк                          | 850  |                                        |
| Тип 59                                             | КНР    | середній танк                          | 350  |                                        |
| Т-62                                               | СРСР   | середній танк                          | 70   |                                        |
| Легкі танки                                        |        |                                        |      |                                        |
| Тип 62/Тип 63                                      | КНР    | Легкий танк                            | 320  |                                        |
| ПТ-76                                              | СРСР   | Легкий танк                            | 300  |                                        |
| Бойові машини піхоти                               |        |                                        |      |                                        |
| БМП-1/БМП-2                                        | СРСР   | бойова машина піхоти                   | 300  |                                        |
| Бронерозвідувальні машини                          |        |                                        |      |                                        |
| БРДМ-1/БРДМ-2                                      | СРСР   | БРДМ                                   | 100  |                                        |
| Бронетранспортери                                  |        |                                        |      |                                        |
| БТР-40/БТР-50/БТР-60/БТР-152                       | СРСР   | бронетранспортер                       | 1100 |                                        |
| M113A3                                             | США    | бронетранспортер                       | 200  |                                        |
| Тип-63                                             | КНР    | бронетранспортер                       | 80   |                                        |
| Оперативно-тактичні ракетні комплекси              |        |                                        |      |                                        |
| Р-300                                              | СРСР   | оперативно-тактичний ракетний комплекс |      |                                        |
| Реактивні системи залпового вогню                  |        |                                        |      |                                        |
| Тип 63 (РСЗВ)                                      | КНР    | РСЗВ                                   | 360  |                                        |
| БМ-21 «Град»                                       | СРСР   | РСЗВ                                   | 350  |                                        |
| БМ-14                                              | СРСР   | РСЗВ                                   |      |                                        |
| Самохідна польова артилерія                        |        |                                        |      |                                        |
| 2С3 «Акация»                                       | СРСР   | самохідна гаубиця 152 мм               | 30   |                                        |
| 2С9 «Нона-C»                                       | СРСР   | самохідна установка 120 мм             |      |                                        |
| Буксована польова артилерія (близько 2300 одиниць) |        |                                        |      |                                        |
| М-1944                                             | СРСР   | польова гармата 100 мм                 |      |                                        |
| M101                                               | США    | гаубиця 105 мм                         |      |                                        |
| Д-30                                               | СРСР   | буксована гаубиця 122 мм               |      |                                        |
| М-30                                               | СРСР   | буксована гаубиця 122 мм               |      |                                        |
| Д-74                                               | СРСР   | 122 мм гармата                         |      |                                        |
| М46                                                | СРСР   | 130 мм гармата                         |      |                                        |
| Д-20                                               | СРСР   | 152-мм гармата-гаубиця                 |      |                                        |
| М-114                                              | США    | 155-мм гармата-гаубиця                 |      |                                        |
| Міномети                                           |        |                                        |      |                                        |
| БМ-37                                              | СРСР   | 82 мм міномет                          |      |                                        |
| М-43                                               | СРСР   | 120 мм міномет                         |      |                                        |
| М-43                                               | СРСР   | 160 мм міномет                         |      |                                        |
| Протитанкова артилерія                             |        |                                        |      |                                        |
| СУ-100                                             | СРСР   | Штурмова гармата 100 мм                |      |                                        |
| СУ-122                                             | СРСР   | Штурмова гармата 122 мм                |      |                                        |
| Т-12                                               | СРСР   | протитанкова гармата 100 мм            |      |                                        |
| Протитанкові ракетні комплекси                     |        |                                        |      |                                        |
| 9К11 «Малютка»                                     | СРСР   | переносний ПТРК                        |      |                                        |
| Техніка ППО                                        |        |                                        |      |                                        |
| ЗСУ-23-4 «Шилка»                                   | СРСР   | зенітна самохідна установка            |      |                                        |
| 9К38 «Игла»                                        | СРСР   | ПЗРК                                   |      |                                        |
| С-300 ПМУ-1                                        | /      | ЗРК2 дивізії                           |      |                                        |
| Вертольоти                                         |        |                                        |      |                                        |
| Мі-24                                              | СРСР   | транспортно-бойовий вертоліт           | 26   |                                        |
| Ка-25                                              | СРСР   | протичовновий вертоліт                 | 3    |                                        |
| Ка-28                                              | СРСР   | багатоцільовий вертоліт                | 10   |                                        |
| Ка-32                                              | СРСР   | багатоцільовий вертоліт                | 2    |                                        |
| Мі-6                                               | СРСР   | транспортний вертоліт                  | 4    |                                        |
| Мі-17                                              | СРСР   | багатоцільовий вертоліт                | 30   |                                        |
| Bell UH-1 Iroquois                                 | США    | багатоцільовий вертоліт                | 12   |                                        |
| PZL W-3 Sokol                                      | Польща | багатоцільовий вертоліт                | 4    |                                        |
| Літаки                                             |        |                                        |      |                                        |
| МіГ-21                                             | СРСР   | багатоцільовий винищувач               | 140  |                                        |
| Су-22М4                                            | СРСР   | винищувач-бомбардувальник              | 53   | Частина виконує розвідувальні завдання |
| Су-27СК                                            | Росія  | багатоцільовий винищувач               | 7    |                                        |
| Су-30МКК                                           | Росія  | багатоцільовий винищувач               | 4    |                                        |
| Бе-12                                              | СРСР   | протичовновий літак-амфібія            | 4    |                                        |
| Ан-2                                               | СРСР   | легкий транспортний літак              | 12   |                                        |
| Ан-26                                              | СРСР   | транспортний літак                     | 12   |                                        |
| Як-40                                              | СРСР   | VIP літак                              | 4    |                                        |
| Як-18                                              | СРСР   | навчальний літак                       | 10   |                                        |
| Aero L-39 Albatros                                 | Чехія  | навчально-бойовий літак                | 18   |                                        |
| МиГ-21УМ                                           | СРСР   | навчально-бойовий літак                | 10   |                                        |
| Су-27УБК                                           | СРСР   | навчально-бойовий літак                | 5    |                                        |

### Система звань
У В'єтнамській народній армії існують такі військові звання:
Рядові
- Рядовий 2-го класу (Binh Nhì)
- Рядовий 1-го класу (Binh Nhất)

Сержанти
- Капрал/єфрейтор (Hạ Sĩ)
- Сержант (Trung Sĩ)
- Майстер-сержант/старший сержант (Thượng Sĩ)

Окремо існує звання сержант-кандидат (Học viên hạ sĩ quan).
Унтер-офіцери
- Офіцер-кандидат (Học Viên)
- Унтер-офіцер/ворент-офіцер (Chuẩn Úy)

Офіцери
- Молодший лейтенант (Thiếu Úy)
- Лейтенант (Trung Úy)
- Старший лейтенант (Thượng Úy)
- Капітан (Đại Úy)
- Майор (Thiếu Tá)
- Підполковник (Trung Tá)
- Полковник (Thượng Tá)
- Старший полковник (Đại Tá)

Старші офіцери
- Генерал-майор (Thiếu tướng)
- Генерал-лейтенант (Trung tướng)
- Старший генерал-лейтенант (Thượng tướng)
- Генерал армії (Đại tướng)

ВМС
- Контр-адмірал (Chuẩn Đô đốc)
- Віце-адмірал (Phó Đô đốc)
- Адмірал (Đô đốc)

## Додаткова інформація
- Друкованим виданням В'єтнамської народної армії є газета «Куан дой нян зан» («Народна армія»).